# Wereldkampioenschap voetbal onder 20 - 1993
Het negende wereldkampioenschap voetbal onder 20 werd gehouden in Australië van 5 tot en met 20 maart 1993. Het toernooi werd voor de derde keer gewonnen door Brazilië, in de finale werd Ghana met 2–1 verslagen. Engeland werd derde.

## Deelnemers

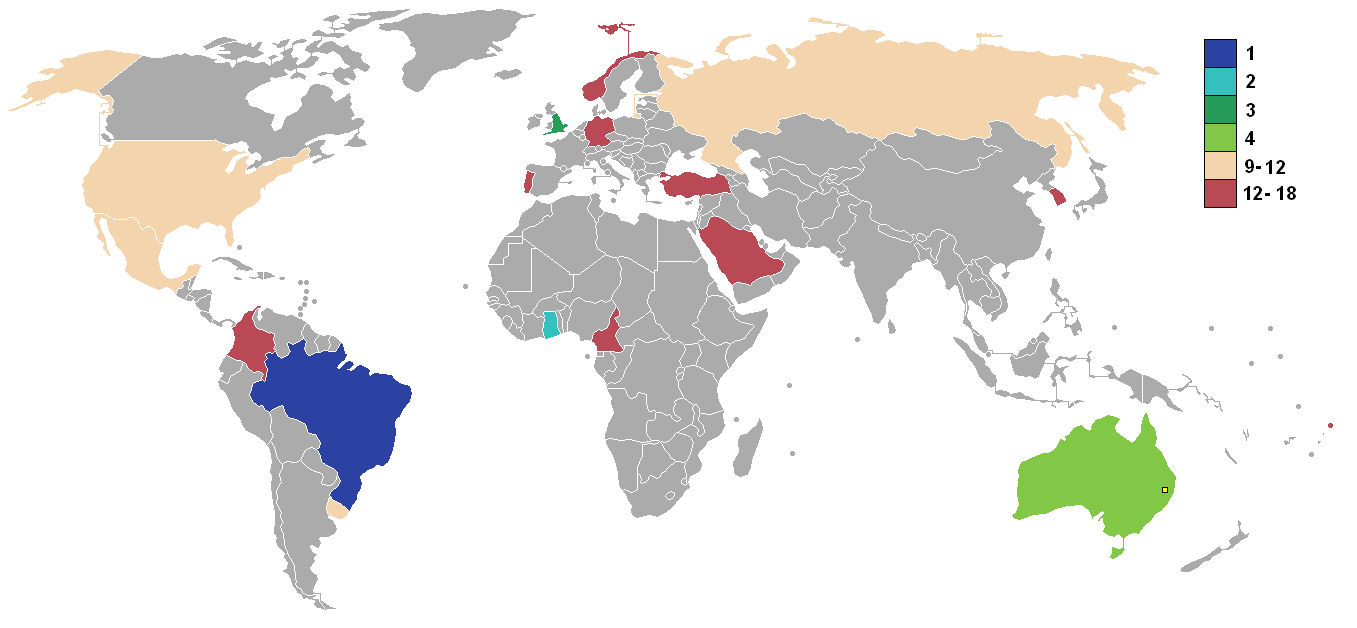
Deelnemende landen

Er deden zestien teams uit zes confederaties mee. Teams konden zich kwalificeren via een jeugdtoernooi dat binnen elke confederatie georganiseerd werd.
| Confederatie                                   | Kwalificatietoernooi                                                                                        | Gekwalificeerde landen                                |
| ---------------------------------------------- | --- | ----------------------------------------------------- |
| AFC (Azië)                                     | Aziatisch kampioenschap voetbal onder 19 - 1992 Verenigde Arabische Emiraten, 24 september – 6 oktober 1992 | Saoedi-Arabië Zuid-Korea                              |
| CAF (Afrika)                                   | Afrikaans kampioenschap voetbal onder 21 - 1993 Mauritius, 30 januari – 10 februari 1993                    | Kameroen Ghana                                        |
| CONCACAF (Noord, Centraal-Amerika & Caribbean) | CONCACAF-kampioenschap voetbal onder 20 - 1992 Canada, 3–14 mei 1992                                        | Verenigde Staten Mexico                               |
| CONMEBOL (Zuid-Amerika)                        | Zuid-Amerikaans kampioenschap voetbal onder 20 - 1992 Colombia, 16–30 augustus 1992                         | Brazilië Colombia Uruguay                             |
| OFC (Oceanië)                                  | Oceanisch kampioenschap voetbal onder 20 - 1992 Tahiti, 22–30 augustus 1992                                 | –                                                     |
| UEFA (Europa)                                  | Europees kampioenschap voetbal onder 18 - 1992 Duitsland, 20–25 juli 1992                                   | Engeland Duitsland Noorwegen Portugal Rusland Turkije |
| Gastland                                       | Gastland | Australië                                             |

## Stadions
| Sydney                                        | Canberra                                      | Brisbane                                |
| --------------------------------------------- | --------------------------------------------- | --------------------------------------- |
| Sydney Football Stadium Capaciteit: 44.000    | Canberra Stadium Capaciteit: 25.000           | ANZ Stadium Capaciteit: 48.500          |
| Sydney Football Stadium                       | Canberra Stadium                              | ANZ Stadium                             |
| · Sydney Canberra Brisbane Melbourne Adelaide | · Sydney Canberra Brisbane Melbourne Adelaide | Melbourne                               |
| · Sydney Canberra Brisbane Melbourne Adelaide | · Sydney Canberra Brisbane Melbourne Adelaide | Olympic Park Stadium Capaciteit: 18.500 |
| · Sydney Canberra Brisbane Melbourne Adelaide | · Sydney Canberra Brisbane Melbourne Adelaide | Olympic Park Stadium                    |
| · Sydney Canberra Brisbane Melbourne Adelaide | · Sydney Canberra Brisbane Melbourne Adelaide | Adelaide                                |
| · Sydney Canberra Brisbane Melbourne Adelaide | · Sydney Canberra Brisbane Melbourne Adelaide | Football Park Capaciteit: 51.240        |
| · Sydney Canberra Brisbane Melbourne Adelaide | · Sydney Canberra Brisbane Melbourne Adelaide | Football Park                           |

## Groepsfase

### Groep A
| Team      | Ptn | Wed | W | G | V | DV | DT | DS | Resultaat           |
| --------- | --- | --- | - | - | - | -- | -- | -- | ------------------- |
| Rusland   | 4   | 3   | 2 | 0 | 1 | 6  | 4  | +2 | Naar de kwartfinale |
| Australië | 4   | 3   | 2 | 0 | 1 | 5  | 4  | +1 | Naar de kwartfinale |
| Kameroen  | 2   | 3   | 1 | 0 | 2 | 4  | 5  | –1 |                     |
| Colombia  | 2   | 3   | 1 | 0 | 2 | 5  | 7  | –2 |                     |

|                    |                        |     |              |                                                                                               |
| 5 maart 1993 20:30 | Australië              | 2−1 | Colombia     | Sydney Football Stadium, Sydney Toeschouwers: 31.883 Scheidsrechter: Kim Milton Nielsen (DEN) |
| 5 maart 1993 20:30 | Milicic 39' Muscat 78' |     | Zambrano 35' | Sydney Football Stadium, Sydney Toeschouwers: 31.883 Scheidsrechter: Kim Milton Nielsen (DEN) |

|                    |                         |     |          |                                                                                    |
| 6 maart 1993 20:30 | Rusland                 | 2−0 | Kameroen | Bruce Stadium, Canberra Toeschouwers: 5.362 Scheidsrechter: Renato Marsiglia (BRA) |
| 6 maart 1993 20:30 | Zazulin 1' Karataev 37' |     |          | Bruce Stadium, Canberra Toeschouwers: 5.362 Scheidsrechter: Renato Marsiglia (BRA) |

|                    |                                |     |                    |                                                                                         |
| 8 maart 1993 18:15 | Colombia                       | 3−2 | Kameroen           | Bruce Stadium, Canberra Toeschouwers: 3.749 Scheidsrechter: Essa Rashed Al Jassas (KUW) |
| 8 maart 1993 18:15 | Zambrano 43', 83' Restrepo 45' |     | Foé 12' Ndiefi 44' | Bruce Stadium, Canberra Toeschouwers: 3.749 Scheidsrechter: Essa Rashed Al Jassas (KUW) |

|                    |                                               |     |            |                                                                                            |
| 8 maart 1993 20:30 | Australië                                     | 3−1 | Rusland    | Sydney Football Stadium, Sydney Toeschouwers: 18,982 Scheidsrechter: Rodrigo Badilla (CRC) |
| 8 maart 1993 20:30 | Magomedov 12' (e.d.) Milicic 69' Agostino 81' |     | Chudin 18' | Sydney Football Stadium, Sydney Toeschouwers: 18,982 Scheidsrechter: Rodrigo Badilla (CRC) |

|                     |                        |     |                                             |                                                                                               |
| 11 maart 1993 18:15 | Colombia               | 1−3 | Rusland                                     | Sydney Football Stadium, Sydney Toeschouwers: 27.581 Scheidsrechter: Kim Milton Nielsen (DEN) |
| 11 maart 1993 18:15 | Betancourth 63' (pen.) |     | Karataev 6' (pen.) Ananko 19' Savchenko 86' | Sydney Football Stadium, Sydney Toeschouwers: 27.581 Scheidsrechter: Kim Milton Nielsen (DEN) |

|                     |           |                        |          |                                                                                             |
| 11 maart 1993 20:30 | Australië | 0−2                    | Kameroen | Sydney Football Stadium, Sydney Toeschouwers: 27.581 Scheidsrechter: Renato Marsiglia (BRA) |
| 11 maart 1993 20:30 |           | Tchoutang 44' Embe 90' |          | Sydney Football Stadium, Sydney Toeschouwers: 27.581 Scheidsrechter: Renato Marsiglia (BRA) |

### Groep B
| Team      | Ptn | Wed | W | G | V | DV | DT | DS | Resultaat           |
| --------- | --- | --- | - | - | - | -- | -- | -- | ------------------- |
| Uruguay   | 5   | 3   | 2 | 1 | 0 | 5  | 3  | +2 | Naar de kwartfinale |
| Ghana     | 4   | 3   | 1 | 2 | 0 | 5  | 3  | +2 | Naar de kwartfinale |
| Duitsland | 3   | 3   | 1 | 1 | 1 | 4  | 4  | 0  |                     |
| Portugal  | 0   | 3   | 0 | 0 | 3 | 1  | 5  | –4 |                     |

|                    |          |             |           | |
| 6 maart 1993 18:15 | Portugal | 0–1         | Duitsland | Queensland Sport and Athletics Centre, Brisbane Toeschouwers: 15.000 Scheidsrechter: Rémi Harrel (FRA) |
| 6 maart 1993 18:15 |          | Jancker 86' |           | Queensland Sport and Athletics Centre, Brisbane Toeschouwers: 15.000 Scheidsrechter: Rémi Harrel (FRA) |

|                    |            |     |             | |
| 6 maart 1993 20:30 | Uruguay    | 1–1 | Ghana       | Queensland Sport and Athletics Centre, Brisbane Toeschouwers: 15.000 Scheidsrechter: Ahmet Çakar (TUR) |
| 6 maart 1993 20:30 | Correa 22' |     | Ahinful 72' | Queensland Sport and Athletics Centre, Brisbane Toeschouwers: 15.000 Scheidsrechter: Ahmet Çakar (TUR) |

|                    |                               |     |                      | |
| 9 maart 1993 18:15 | Duitsland                     | 2–2 | Ghana                | Queensland Sport and Athletics Centre, Brisbane Toeschouwers: 6.000 Scheidsrechter: Letchmanasamy Kathirveloo (MAS) |
| 9 maart 1993 18:15 | Breitenreiter 39' Jancker 80' |     | Kuffour 36' Duah 70' | Queensland Sport and Athletics Centre, Brisbane Toeschouwers: 6.000 Scheidsrechter: Letchmanasamy Kathirveloo (MAS) |

|                    |           |     |                 | |
| 9 maart 1993 20:30 | Portugal  | 1–2 | Uruguay         | Queensland Sport and Athletics Centre, Brisbane Toeschouwers: 6.000 Scheidsrechter: Fredy Burgos Escobar (GUA) |
| 9 maart 1993 20:30 | Bambo 32' |     | O'Neill 8', 87' | Queensland Sport and Athletics Centre, Brisbane Toeschouwers: 6.000 Scheidsrechter: Fredy Burgos Escobar (GUA) |

|                     |                   |     |                     | |
| 11 maart 1993 18:15 | Duitsland         | 1–2 | Uruguay             | Queensland Sport and Athletics Centre, Brisbane Toeschouwers: 7.000 Scheidsrechter: Ahmet Çakar (TUR) |
| 11 maart 1993 18:15 | Breitenreiter 74' |     | López 2' Correa 65' | Queensland Sport and Athletics Centre, Brisbane Toeschouwers: 7.000 Scheidsrechter: Ahmet Çakar (TUR) |

|                     |          |                        |       | |
| 11 maart 1993 20:30 | Portugal | 0–2                    | Ghana | Queensland Sport and Athletics Centre, Brisbane Toeschouwers: 7.000 Scheidsrechter: Letchmanasamy Kathirveloo (MAS) |
| 11 maart 1993 20:30 |          | Lamptey 5' Akonnor 42' |       | Queensland Sport and Athletics Centre, Brisbane Toeschouwers: 7.000 Scheidsrechter: Letchmanasamy Kathirveloo (MAS) |

### Groep C
| Team             | Ptn | Wed | W | G | V | DV | DT | DS | Resultaat           |
| ---------------- | --- | --- | - | - | - | -- | -- | -- | ------------------- |
| Engeland         | 5   | 3   | 2 | 1 | 0 | 3  | 1  | +2 | Naar de kwartfinale |
| Verenigde Staten | 3   | 3   | 1 | 1 | 1 | 8  | 3  | +5 | Naar de kwartfinale |
| Zuid-Korea       | 3   | 3   | 0 | 3 | 0 | 4  | 4  | 0  |                     |
| Turkije          | 1   | 3   | 0 | 1 | 2 | 1  | 8  | –7 |                     |

|                    |                   |              |            |                                                                                         |
| 7 maart 1993 18:15 | Zuid-Korea        | 1–1          | Engeland   | Olympic Park Stadium, Melbourne Toeschouwers: 15.732 Scheidsrechter: Hellmut Krug (GER) |
| 7 maart 1993 18:15 | Watson 32', e.d.' | Externe link | Pearce 82' | Olympic Park Stadium, Melbourne Toeschouwers: 15.732 Scheidsrechter: Hellmut Krug (GER) |

|                    |         |                                                 |                  |                                                                                         |
| 7 maart 1993 20:30 | Turkije | 0–6                                             | Verenigde Staten | Olympic Park Stadium, Melbourne Toeschouwers: 15.732 Scheidsrechter: Jorge Nieves (URU) |
| 7 maart 1993 20:30 |         | Baba 22' Joseph 26', 72' Faklaris 28', 46', 90' |                  | Olympic Park Stadium, Melbourne Toeschouwers: 15.732 Scheidsrechter: Jorge Nieves (URU) |

|                    |                   |     |                  |                                                                                        |
| 9 maart 1993 18:15 | Engeland          | 1–0 | Verenigde Staten | Olympic Park Stadium, Melbourne Toeschouwers: 9.274 Scheidsrechter: Jorge Nieves (URU) |
| 9 maart 1993 18:15 | Bart-Williams 69' |     |                  | Olympic Park Stadium, Melbourne Toeschouwers: 9.274 Scheidsrechter: Jorge Nieves (URU) |

|                    |            |     |            | |
| 9 maart 1993 20:30 | Zuid-Korea | 1–1 | Turkije    | Olympic Park Stadium, Melbourne Toeschouwers: 9.274 Scheidsrechter: Dodji Mawuk Hounnake Kouassi (TOG) |
| 9 maart 1993 20:30 | Cho 48'    |     | Reçber 85' | Olympic Park Stadium, Melbourne Toeschouwers: 9.274 Scheidsrechter: Dodji Mawuk Hounnake Kouassi (TOG) |

|                     |             |     |         |                                                                                         |
| 11 maart 1993 18:15 | Engeland    | 1–0 | Turkije | Olympic Park Stadium, Melbourne Toeschouwers: 12,972 Scheidsrechter: Jorge Nieves (URU) |
| 11 maart 1993 18:15 | Joachim 12' |     |         | Olympic Park Stadium, Melbourne Toeschouwers: 12,972 Scheidsrechter: Jorge Nieves (URU) |

|                     |              |     |                        |                                                                                         |
| 11 maart 1993 20:30 | Zuid-Korea   | 2–2 | Verenigde Staten       | Olympic Park Stadium, Melbourne Toeschouwers: 12.972 Scheidsrechter: Hellmut Krug (GER) |
| 11 maart 1993 20:30 | Lee 39', 52' |     | Kelly 37' Zavagnin 78' | Olympic Park Stadium, Melbourne Toeschouwers: 12.972 Scheidsrechter: Hellmut Krug (GER) |

### Groep D
| Team          | Ptn | Wed | W | G | V | DV | DT | DS | Resultaat           |
| ------------- | --- | --- | - | - | - | -- | -- | -- | ------------------- |
| Brazilië      | 5   | 3   | 2 | 1 | 0 | 4  | 1  | +3 | Naar de kwartfinale |
| Mexico        | 4   | 3   | 2 | 0 | 1 | 6  | 3  | +3 | Naar de kwartfinale |
| Saoedi-Arabië | 2   | 3   | 0 | 2 | 1 | 1  | 2  | –1 |                     |
| Noorwegen     | 1   | 3   | 0 | 1 | 2 | 0  | 5  | –5 |                     |

|                    |                           |     |           |                                                                                   |
| 7 maart 1993 18:15 | Mexico                    | 3–0 | Noorwegen | Football Park, Adelaide Toeschouwers: 10.000 Scheidsrechter: Richard Lorenc (AUS) |
| 7 maart 1993 18:15 | Nieto 45', 71' Olalde 84' |     |           | Football Park, Adelaide Toeschouwers: 10.000 Scheidsrechter: Richard Lorenc (AUS) |

|                    |          |     |               |                                                                                     |
| 7 maart 1993 20:30 | Brazilië | 0–0 | Saoedi-Arabië | Football Park, Adelaide Toeschouwers: 10.000 Scheidsrechter: Sergei Khusainov (RUS) |
| 7 maart 1993 20:30 |          |     |               | Football Park, Adelaide Toeschouwers: 10.000 Scheidsrechter: Sergei Khusainov (RUS) |

|                    |           |     |               |                                                                               |
| 9 maart 1993 18:15 | Noorwegen | 0–0 | Saoedi-Arabië | Football Park, Adelaide Toeschouwers: 10.000 Scheidsrechter: Omer Yengo (CGO) |
| 9 maart 1993 18:15 |           |     |               | Football Park, Adelaide Toeschouwers: 10.000 Scheidsrechter: Omer Yengo (CGO) |

|                    |           |     |                                    |                                                                                        |
| 9 maart 1993 20:30 | Mexico    | 1–2 | Brazilië                           | Football Park, Adelaide Toeschouwers: 10.000 Scheidsrechter: Armando Pérez Hoyos (COL) |
| 9 maart 1993 20:30 | Nieto 80' |     | Adriano 22', pen.' Gian 56', pen.' | Football Park, Adelaide Toeschouwers: 10.000 Scheidsrechter: Armando Pérez Hoyos (COL) |

|                     |           |                      |          |                                                                                    |
| 11 maart 1993 18:15 | Noorwegen | 0–2                  | Brazilië | Football Park, Adelaide Toeschouwers: 7.000 Scheidsrechter: Sergei Khusainov (RUS) |
| 11 maart 1993 18:15 |           | Gian 59' Adriano 62' |          | Football Park, Adelaide Toeschouwers: 7.000 Scheidsrechter: Sergei Khusainov (RUS) |

|                     |                  |     |                |                                                                                  |
| 11 maart 1993 20:30 | Mexico           | 2–1 | Saoedi-Arabië  | Football Park, Adelaide Toeschouwers: 7.000 Scheidsrechter: Richard Lorenc (AUS) |
| 11 maart 1993 20:30 | Salazar 60', 72' |     | Al Takrouni 5' | Football Park, Adelaide Toeschouwers: 7.000 Scheidsrechter: Richard Lorenc (AUS) |

## Knock-outfase
|  | kwartfinale          | kwartfinale          |                   |       | halve finale      | halve finale      |   |  | finale | finale |
|  |                      |                      |                   |       |                   |                   |   |  |        |        |
|  | 13 maart – Sydney    |                      |                   |       |                   |                   |   |  |        |        |
|  |                      |                      |                   |       |                   |                   |   |  |        |        |
|  | Ghana                | 3                    |                   |       |                   |                   |   |  |        |        |
|  | Ghana                | 3                    | 17 maart – Sydney |       |                   |                   |   |  |        |        |
|  | Rusland              | 0                    |                   |       |                   |                   |   |  |        |        |
|  | Rusland              | 0                    | Ghana             | 2     |                   |                   |   |  |        |        |
|  | 14 maart – Melbourne |                      | Ghana             | 2     |                   |                   |   |  |        |        |
|  |                      | Engeland             | 1                 |       |                   |                   |   |  |        |        |
|  | Engeland             | Engeland             | 1                 | 0 (4) |                   |                   |   |  |        |        |
|  | Engeland             |                      | 20 maart – Sydney | 0 (4) |                   |                   |   |  |        |        |
|  | Mexico               | 0 (3)                |                   |       |                   |                   |   |  |        |        |
|  | Mexico               | 0 (3)                | Ghana             | 1     |                   |                   |   |  |        |        |
|  | 13 maart – Brisbane  |                      | Ghana             | 1     |                   |                   |   |  |        |        |
|  |                      | Brazilië             | 2                 |       |                   |                   |   |  |        |        |
|  | Uruguay              | Brazilië             | 2                 | 1     |                   |                   |   |  |        |        |
|  | Uruguay              | 17 maart – Melbourne |                   | 1     |                   |                   |   |  |        |        |
|  | Australië            | 2                    |                   |       |                   |                   |   |  |        |        |
|  | Australië            | 2                    | Australië         | 0     | derde plaats      | derde plaats      |   |  |        |        |
|  | 14 maart – Adelaide  |                      | Australië         | 0     | derde plaats      | derde plaats      |   |  |        |        |
|  |                      | Brazilië             | 2                 |       | 20 maart – Sydney | 20 maart – Sydney |   |  |        |        |
|  | Verenigde Staten     | Brazilië             | 2                 | 0     | 20 maart – Sydney | 20 maart – Sydney |   |  |        |        |
|  | Verenigde Staten     |                      |                   |       |                   | Engeland          | 2 |  |        |        |
|  | Brazilië             | 3                    |                   |       |                   | Engeland          | 2 |  |        |        |
|  | Brazilië             | 3                    | Australië         | 1     |                   |                   |   |  |        |        |
|  |                      |                      | Australië         | 1     |                   |                   |   |  |        |        |

### Kwartfinale
|                     |                 |            |                          |                                                                            |
| 13 maart 1993 18:15 | Uruguay         | 1–2 (n.v.) | Australië                | Lang Park, Brisbane Toeschouwers: 14.000 Scheidsrechter: Rémi Harrel (FRA) |
| 13 maart 1993 18:15 | Sena Lamela 21' |            | Agostino 59' Carbone 99' | Lang Park, Brisbane Toeschouwers: 14.000 Scheidsrechter: Rémi Harrel (FRA) |

|                     |         |                                |       |                                                                                            |
| 13 maart 1993 20:30 | Rusland | 0–3                            | Ghana | Sydney Football Stadium, Sydney Toeschouwers: 16.710 Scheidsrechter: Rodrigo Badilla (CRC) |
| 13 maart 1993 20:30 |         | Ahinful 72' Addo 75' Asare 83' |       | Sydney Football Stadium, Sydney Toeschouwers: 16.710 Scheidsrechter: Rodrigo Badilla (CRC) |

|                     |                                       |            |                                         |                                                                                         |
| 14 maart 1993 18:15 | Engeland                              | 0–0 (n.v.) | Mexico                                  | Olympic Park Stadium, Melbourne Toeschouwers: 11.000 Scheidsrechter: Hellmut Krug (GER) |
| 14 maart 1993 18:15 |                                       |            |                                         | Olympic Park Stadium, Melbourne Toeschouwers: 11.000 Scheidsrechter: Hellmut Krug (GER) |
| 14 maart 1993 18:15 | Strafschoppen                         |            |                                         | Olympic Park Stadium, Melbourne Toeschouwers: 11.000 Scheidsrechter: Hellmut Krug (GER) |
| 14 maart 1993 18:15 | Pollock Caskey Thompson Bart-Williams | 4–3        | Olalde Amante Astivia C. González Solis | Olympic Park Stadium, Melbourne Toeschouwers: 11.000 Scheidsrechter: Hellmut Krug (GER) |

|                     |                            |     |                  |                                                                                       |
| 14 maart 1993 20:30 | Brazilië                   | 3–0 | Verenigde Staten | Football Park, Adelaide Toeschouwers: 12.000 Scheidsrechter: Kim Milton Nielsen (DEN) |
| 14 maart 1993 20:30 | Bruno 32', 90' Adriano 51' |     |                  | Football Park, Adelaide Toeschouwers: 12.000 Scheidsrechter: Kim Milton Nielsen (DEN) |

### Halve finale
|                     |           |                         |          |                                                                                         |
| 17 maart 1993 18:30 | Australië | 0–2                     | Brazilië | Olympic Park Stadium, Melbourne Toeschouwers: 22.100 Scheidsrechter: Hellmut Krug (GER) |
| 17 maart 1993 18:30 |           | Marcelinho 77' Catê 89' |          | Olympic Park Stadium, Melbourne Toeschouwers: 22.100 Scheidsrechter: Hellmut Krug (GER) |

|                     |                              |     |                    |                                                                                                |
| 17 maart 1993 20:30 | Ghana                        | 2–1 | Engeland           | Sydney Football Stadium, Sydney Toeschouwers: 21.069 Scheidsrechter: Armando Pérez Hoyos (COL) |
| 17 maart 1993 20:30 | Ahinful 14' (pen.) Gargo 24' |     | Pollock 49' (pen.) | Sydney Football Stadium, Sydney Toeschouwers: 21.069 Scheidsrechter: Armando Pérez Hoyos (COL) |

### Troostfinale
|                     |                          |     |             | |
| 20 maart 1993 16:30 | Engeland                 | 2–1 | Australië   | Sydney Football Stadium, Sydney Toeschouwers: 40.015 Scheidsrechter: Letchmanasamy Kathirveloo (MAS) |
| 20 maart 1993 16:30 | Unsworth 39' Joachim 85' |     | Milicic 52' | Sydney Football Stadium, Sydney Toeschouwers: 40.015 Scheidsrechter: Letchmanasamy Kathirveloo (MAS) |

### Finale
|                     |          |     |                  |                                                                                        |
| 20 maart 1993 19:00 | Ghana    | 1–2 | Brazilië         | Sydney Football Stadium, Sydney Toeschouwers: 40.015 Scheidsrechter: Ahmet Çakar (TUR) |
| 20 maart 1993 19:00 | Duah 15' |     | Yan 50' Gian 88' | Sydney Football Stadium, Sydney Toeschouwers: 40.015 Scheidsrechter: Ahmet Çakar (TUR) |